# Mehmet Cansın Çiçek
Mehmet Cansın Çiçek (* 15. Oktober 1992 in Çankaya, Ankara) ist ein türkischer Fußballspieler.

## Karriere
Çiçek begann mit dem Vereinsfußball in der Jugend des Traditionsvereins Gençlerbirliği Ankara. Nach zwei Spielzeiten wechselte er 2006 zum Farmteam Gençlerbirliği OFTAŞ, welcher aufgrund von finanziellen Schwierigkeiten im selben Jahr von Gençlerbirliği Ankara gekauft wurde. Ein Jahr später wechselte er wieder zurück zu Gençlerbirliği Ankara.
Seinen ersten Profivertrag bekam er im Alter von 19 Jahren auch von Gençlerbirliği Ankara. In der Hinrunde der Saison 2010/11 spielte er nur in der Reservemannschaft. Um Spielpraxis zu sammeln, wurde er zur Rückrunde an Hacettepespor (vormals Gençlerbirliği OFTAŞ) ausgeliehen. Trotz des Abstiegs blieb er dem Verein treu, diesmal jedoch nicht als Leihspieler, da der Vertrag bei Gençlerbirliği Ankara aufgelöst wurde und Hacettepespor ihn somit verpflichten konnte. Hier spielte er zwei Spielzeiten lang und war auch als Stammspieler gesetzt. Danach wechselte er wieder zurück zu seinem ehemaligen Verein Gençlerbirliği Ankara.
Für die Saison 2013/14 wurde Çiçek auf Leihbasis an Denizlispor verliehen und am Ende der Saison sein Leihvertrag um ein Jahr verlängert.
Zur Saison 2015/16 wurde er an den Zweitligisten Elazığspor ausgeliehen. Nach einer halben Saison lieh ihn Gençlerbirliği an Kayseri Erciyesspor aus.